# Scuola
Scuola (it. "skola") var ursprungligen en sammanslutning av medlemmar ur samma befolknings- eller yrkesgrupp (skrå). Företeelsen har sina rötter i de medeltida brödraskapen för botgörare och flagellanter.
Under 1600- och 1700-talet förfogade de olika Scuole i Venedig, som var och en hade sitt eget skyddshelgon, över egna församlingsrum och ägnade sig företrädesvis åt social hjälpverksamhet, till exempel sjuk- och fattigvård.